# Jelena Lavko
Jelena Lavko (született Jelena Živković, Nagybecskerek, 1991. július 6. –) szerb válogatott kézilabdázó, a román Dunărea Brăila játékosa. 2023-ban bejelentette, hogy a válogatottban visszavonul.

## Pályafutása

### Klubcsapatokban
Jelena Živković felnőtt játékos pályafutását a szerb ŽRK Kikinda csapatában kezdte. Ebben a csapatban nemzetközi kupában is bemutatkozhatott, a 2009–2010-es szezonban az EHF-kupában a negyeddöntőig jutottak. 2010-ben igazolt a szerb bajnoki címvédő RK Zaječarhoz, amelyben egy szezont töltött, és a sikertelen Bajnokok ligája kvalifikációt követően ismét az EHF-kupában játszhatott. A következő szezonban a Ferencvárosi TC-nél töltötte, amellyel 2012-ben elhódította a Kupagyőztesek Európa-kupáját. 2013-ban a montenegrói Budućnost Podgoricában kiegészítő játékosnak számított, de így is bemutatkozhatott a Bajnokok ligájában, a középdöntő csoportban búcsuztak a küzdelmektől. Ezután két szezont játszott a BL-résztvevő horvát bajnok RK Podravka Koprivnicában, 2015-től pedig a román SCM Craiova játékosa. 2016-ig erősítette a román csapatott. Ezután Magyarországra szerződött, 2 évig játszott a Fehérvár csapatában. 2018-ban az Érdhez írt alá. 2020-ban az Érd anyagi nehézségei miatt szerződést bontott szinte minden játékosával, csakúgy, mint Szabó Edina vezetőedzővel, így Lavko is távozott Magyarországról és visszatért Romániába, a CS Minaur Baia Mare csapatához.

### A válogatottban
Jelena Živković a szerb válogatottban is rendszeresen szerepet kap, tagja volt a 2013-as világbajnokságon ezüstérmes csapatnak.

## Sikerei
- Szerb bajnokság győztese: 2011
- EHF-kupagyőztesek Európa-kupája győztes: 2012
- Montenegrói bajnokság győztese: 2013
- Horvát bajnokság győztese: 2015
- Világbajnokság ezüstérmes: 2013